# Liste der Naturdenkmale in Homberg (bei Lauterecken)
Die Liste der Naturdenkmale in Homberg nennt die im Gemeindegebiet von Homberg ausgewiesenen Naturdenkmale (Stand 27. April 2024).

## Naturdenkmale
| Nr.         | Bezeichnung          | Lage                                   | Beschreibung                                                                                         | Bild                                    |
| ----------- | -------------------- | -------------------------------------- | --- | --------------------------------------- |
| ND-7336-418 | Kiesgrube „Weindell“ | westlich des Ortes; Flur Weindell Lage | Kiesgrube mit Wasser- und Sukzessionsflächen; flächenhaftes Naturdenkmal, 0,6 ha in zwei Teilflächen | Direkt Bild zu diesem Denkmal hochladen |